# Rostratula australis
La beccaccia dorata australiana (Rostratula australis (Gould, 1838)) è un uccello dell'ordine dei Caradriiformi (Charadriiformes) originario dell'Australia.

## Descrizione

### Dimensioni
Misura 30 cm di lunghezza, ha un'apertura alare di 50–54 cm e pesa 125-130 g.

### Aspetto
La beccaccia dorata australiana venne descritta da John Gould nel 1838. Tuttavia, è stata ritenuta a lungo una sottospecie della beccaccia dorata maggiore (Rostratula benghalensis) e acquisì lo status di specie a sé solo negli ultimi anni del XX secolo. Rispetto alla sua stretta parente che vive in Africa e in gran parte dell'Asia, la beccaccia dorata australiana si distingue per le seguenti caratteristiche:
- il becco e i tarsi sono più corti e le ali più lunghe;
- nella femmina la testa e il collo sono di colore cioccolato, mentre negli esemplari asiatici queste zone sono color ruggine;
- nella femmina gli ornamenti della coda sono più arrotondati che piatti e nel maschio le macchie delle copritrici alari sono similmente tonde e barrate.

Negli adulti, l'intera parte anteriore del corpo, vale a dire la testa, il collo e la zona pettorale, sono color cioccolato. Il maschio si distingue per il suo colore grigio scuro e la striscia mediana bianca sul cappuccio. Il color cioccolato sfuma nel ruggine sulla parte centrale del collo e gradualmente si fonde con il grigio scuro e barrato del dorso. Il grande anello oculare bianco prosegue con una sorta di virgola dietro l'occhio. Un'ampia fascia bianca schiarisce i lati del petto e ricopre la parte centrale delle spalle: questa costituisce un carattere di riconoscimento assolutamente essenziale. La parte superiore dell'ala è grigia (con macchie color camoscio nel maschio). La parte bassa del petto e le parti inferiori sono di colore bianco immacolato. I maschi sono generalmente più piccoli e meno variopinti delle femmine. I giovani sono simili ai maschi adulti. Grazie alla loro colorazione e alle numerose e variegate decorazioni del piumaggio, le beccacce dorate non possono essere confuse con nessun membro della famiglia degli Scolopacidi, loro parenti prossimi.

### Voce
La maggior parte delle vocalizzazioni vengono emesse dalla femmina, essendo forse correlate al ruolo dominante che svolge nella coppia. Il repertorio dei richiami contiene dei koo-oo koo-oo dolci e miagolanti che ricordano il suono che viene emesso soffiando attraverso il collo di una bottiglia. Al tramonto e all'alba si possono udire dei cook cook cook. Quando vengono disturbate, le beccacce dorate lanciano dei kek, kak o kit estremamente brevi.

## Biologia

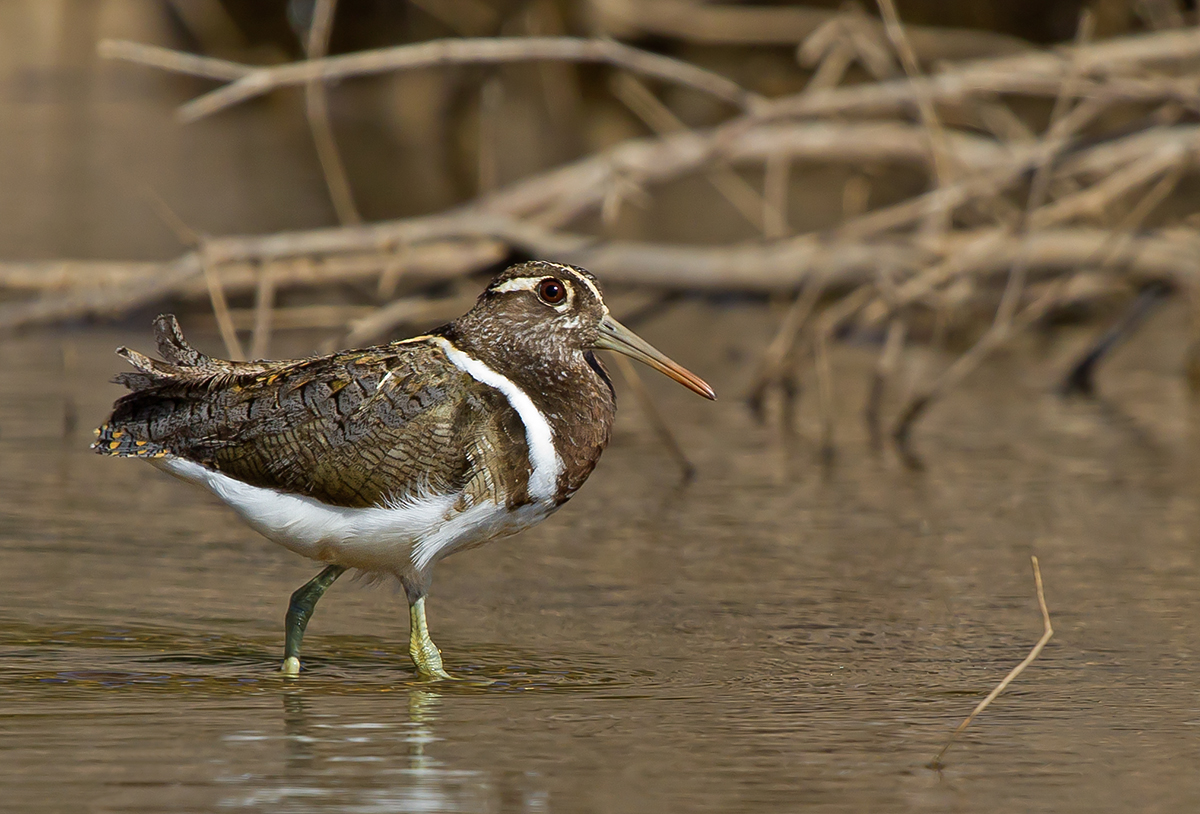
Una beccaccia dorata australiana in acqua

Sebbene trascorrano la maggior parte del tempo tra la fitta vegetazione, talvolta le beccacce dorate australiane si avventurano sulle distese fangose e sui terreni aperti quando vanno in cerca di cibo. Durante il giorno restano al sicuro tra l'erba alta o nei canneti. Questi limicoli di medie dimensioni non sono molto gregari e di solito si vedono da soli o in coppia. Tuttavia, all'inizio della nidificazione gli adulti a volte formano dei piccoli raggruppamenti attorno a gruppi di nidi. Le femmine mantengono legami coniugali con più di un maschio. I compiti sono invertiti: sono i maschi a occuparsi della cova e a prendersi cura dei piccoli.

### Alimentazione
Le beccacce dorate australiane hanno una dieta onnivora: si nutrono principalmente di invertebrati delle zone acquatiche come lombrichi, molluschi, insetti e crostacei. Il loro menu viene integrato con un po' di sostanze vegetali (semi, erba e altri vegetali).

### Riproduzione
Non esiste una vera stagione riproduttiva, nel senso comune del termine. Le beccacce dorate australiane possono deporre le uova in qualsiasi momento, a seconda delle condizioni atmosferiche: di solito si riproducono in luoghi umidi che sono stati temporaneamente allagati di recente. Si incontrano anche in specchi d'acqua poco profondi, nelle distese fangose che costituiscono ottimi posti per nutrirsi e su piccole isole dove i siti per nidificare sono numerosi e di buona qualità. Al sud, invece, le beccacce dorate nidificano più costantemente tra agosto e febbraio. Il nido è generalmente una semplice depressione situata sul terreno o un piccolo monticello in mezzo all'acqua. È rivestito con erbe, foglie e ramoscelli. La covata comprende 3 o 4 uova, di color crema screziato con piccole righe nere. L'incubazione dura 15 o 16 giorni. I pulcini sono precoci e lasciano presto il loro luogo di nascita.

## Distribuzione e habitat
La specie, endemica del continente australiano, si incontra principalmente nella regione della Riverina, nel sud-est del paese, tra il Nuovo Galles del Sud (valli dei fiumi Murray e Murrumbidgee) e lo stato del Victoria, e ad est fino alla Grande Catena Divisoria, praticamente fino al distretto federale di Canberra. Di conseguenza, le beccacce dorate vivono principalmente in luoghi dove sono presenti consistenti aree d'acqua dolce poco profonda e una fitta copertura di bassa vegetazione. Scompaiono da questi luoghi non appena le condizioni cambiano e non sembrano più adatte alla loro sopravvivenza. Una popolazione isolata è presente nella regione del Kimberley, nell'Australia Occidentale.
La beccaccia dorata australiana occupa un areale molto frammentato, di cui non è possibile descrivere con precisione le caratteristiche ambientali, tanto che la comparsa della specie in molti luoghi è spesso imprevedibile. La roccaforte della specie, tuttavia, è la già ricordata Riverina, un biotopo che si distingue dalle altre regioni australiane per una combinazione di terreno pianeggiante, una temperatura media abbastanza elevata e un  notevole apporto di fiumi e di pozze d'acqua dolce che consentono l'irrigazione di coltivazioni delicate come risaie e vigneti.

## Conservazione
Secondo BirdLife International, la beccaccia dorata australiana è una «specie in pericolo» (Endangered). La popolazione (costituita da 600-1700 esemplari adulti) è in diminuzione, principalmente a causa del degrado e della progressiva scomparsa delle zone umide. Le bonifiche e la deviazione dei corsi d'acqua per creare nuove zone agricole, infatti, rende tali aree inadatte a questa specie. Altre minacce considerevoli sono il pascolo eccessivo e i danni arrecati ai nidi dal bestiame.